# 土楠
土楠（学名：Endiandra hainanensis）为樟科土楠属下的一个种。其种加词“hainanensis”意为“海南的”。